# Wear OS
Wear OS (in eigener Bezeichnung ab 2021 Wear OS by Google, bis März 2018 Android Wear) ist ein Betriebssystem des US-amerikanischen Unternehmens Google LLC. Es wurde vom hauseigenen Betriebssystem Android abgeleitet und für Smartwatches und andere Wearables von 2021 an gemeinsam mit Samsung Electronics weiterentwickelt.
Die aktuelle Version Wear OS 5.1 basiert auf Android 15 und erschien offiziell am 19. März 2025.

## Geschichte
Am 18. März 2014 präsentierte Google Android Wear als Betriebssystem für Smartwatches und andere Wearable. Im Juni 2014 wurde die erste Version veröffentlicht. Am 16. März 2018 wurde Android Wear in Wear OS by Google umbenannt. 2021 vereinbarten Samsung und Google eine Kooperation und ließen Tizen und Wear OS verschmelzen. Hauptsächlich sollte mit der Kooperation in Wear OS etwas mehr Innovation gebracht werden, und die Samsung Smartwatches den Google Play Store erhalten, um ein größeres App-Angebot zu generieren und die Kompatibilität zu den Android-Smartphones von Samsung erhöht werden.
Die Galaxy Watch 4 und Watch 4 Classic waren die ersten beiden Smartwatches mit Wear OS, welche Samsung als Wear OS powered by Samsung vermarktet.

## Marktposition
Marktführer bei den Smartwatches waren im Jahre 2019 Apple mit dem Betriebssystem watchOS und 35,8 % Marktanteil vor Samsung mit 11,1 % sowie Imoo, Fitbit, Amazfit und Huawei. Auf dem siebten Rang folgt mit Fossil mit 2,5 % Marktanteil ein erster Anbieter mit Wear OS by Google.

## Hardware
Ein Großteil der ersten Modelle wurden von einem Qualcomm Snapdragon 400 Prozessor angetrieben, welcher per Software untertaktet wurde. Dieser wurde ab 2016 von Snapdragon Wear 2100 abgelöst, welcher von Qualcomm speziell für Wearable Anwendungen entwickelt wurde und in einem Großteil der bis 2017 erschienen Geräte Verwendung findet. Neben den Qualcomm Prozessoren fanden auch Prozessoren von Texas Instruments (Moto 360), Broadcom (Sony Smartwatch 3) sowie von Intel (Fossil und TAG Heuer) und MediaTek (Ticwatch, Polar) Verwendung in Android Wear Smartwatches.
Alle bis 2017 erschienen Geräte verfügen über 4 GB Flash-Speicher zum Speichern von Daten, fast alle über 512 MB Hauptspeicher. Uhren mit LTE Konnektivität verfügen zumeist über 768 MB Arbeitsspeicher.
Bei der Displaytechnologie und Form gab es neben den ab 2017 verbreiteten vollständig runden AMOLED Displays auch runde und quadratische Displays (u. a. LG Watch, Asus ZenWatch 1+2, Polar M600) mit z. T. TFT-LCD-Technologie. Ebenfalls vor allem in den ersten Jahren wurden runde Displays mit einem sog. Flat Tyre also einem flachen Ausschnitt am unteren Rand des Displays verwendet. Dieser Ausschnitt diente der Unterbringung des Lichtsensors.
Die Android Wear Plattform unterstützt viele Funkstandards und Sensoren, darunter Beschleunigungs- und Neigungssensoren zur Bewegungssteuerung, sowie auch Sensoren zum Messen des Luftdrucks und Pulsmesssensoren. Die Verbindung mit dem Smartphone erfolgt mit Bluetooth Technologie, mitunter auch durch ein WLAN sowie Mobilfunk. Derartige Geräte können auch ohne Smartphone zum z. B. Telefonieren genutzt werden. Einige Modelle unterstützen GPS und NFC Technologie.
Zur Eingabe dient meist ein kapazitiver Touchscreen, einige Modelle verfügen auch über Tasten, eine berührungsempfindliche Lünette oder eine drehbare Krone.
Anfangs boten vor allem Smartphone-Hersteller wie LG, Huawei, Sony, Asus und Motorola Geräte mit Android Wear an.
Seit 2016 dagegen stammen viele Modelle von Uhrenherstellern (Tag Heuer, Movado) und Modemarken (Diesel, Hilfiger).
Seit mindestens 2017 ist Fossil der wichtigste Hersteller von Wear OS Uhren geworden. Ein Großteil der seit dieser Zeit neu veröffentlichten Modelle stammen von Fossil oder werden von Fossil für verschiedene Modemarken (Michael Kors, Diesel u. a.) hergestellt.
Die 2021 erschienenen Samsung-Smartwatches Galaxy Watch 4 und Galaxy Watch 4 Classic verfügen über den von Samsung entwickelten Exynos-Chip, der im 5-nm-Verfahren gefertigt wird.

## Bedienung
Eine Smartwatch mit Wear OS benötigt zur Konfiguration und Benutzung ein per Bluetooth, WLAN oder Mobilfunk gekoppeltes Android-Gerät ab Version 4.3. Fand das „Pairing“ erfolgreich statt, werden Benachrichtigungen des Handys auch auf der Smartwatch angezeigt und synchronisiert – löscht man also eine Nachricht, geschieht dies auch auf dem anderen Gerät. Ebenso lässt sich einstellen, dass die Sperre des Steuergeräts aufgehoben wird, sobald die zuvor gekoppelte Uhr in Reichweite ist. Das Android Wear System ist dafür ausgelegt, direkt mit einer SIM-Karte genutzt zu werden, allerdings liegt die Entscheidung zur Implementierung dieses Features beim Hersteller.
Die erweiterte Konfiguration geschieht über die offizielle Android-Wear-App. In Android Wear 1.5 gibt keine eigenständigen Wear-Apps und daher auch keinen App-Markt dafür, sondern Entwickler können ihre normalen Android-Apps für das Smartwatch-System optimieren. Es existiert allerdings eine Wear-Sektion im Google Play Store für eben solche Apps. Dennoch gibt es auch Apps, die ausschließlich für Smartwatches dieses Betriebssystems sind, z. B. ein App-Launcher mit zusätzlichen Schnelleinstellungen. Ab Android Wear 2.0 ist auf der Smartwatch selbst der Google Play Store verfügbar. Apps müssen ab AW 2.0 daher auch direkt über die Uhr installiert werden, auch kann ein bestehendes Google-Konto nun bei Ersteinrichtung der Uhr vom Smartphone übertragen werden, bzw. es muss ein Google-Konto zur Nutzung des Play Store eingerichtet werden.
Da das Display der Smartwatch recht klein ist, ist die Bedienung hauptsächlich auf Wischgesten und Sprachsteuerung ausgelegt. Der Standardbildschirm besteht aus einem sogenannten Watchface, oder Ziffernblatt, welches neben der Uhrzeit und dem Datum noch zahlreiche weitere Informationen anzeigen kann. Durch Wischen oder Gesten sowie durch Betätigen von modellabhängig vorhandenen Tastern, berührungsempfindlichen Bereichen der Lünette oder einer rotierbaren Krone wird durch Menüs und Apps navigiert. Wisch- und Bewegungsgesten unterscheiden sich z. T. in Android Wear 1.5 und 2.0.
Ebenso ist die bereits von Google Now bekannte „Ok Google“-Hotword-Erkennung zur schnellen Internetsuche standardmäßig eingebaut. Auch bei ausgeschaltetem Bildschirm reagiert das Gerät auf diese Worte. Auf eine virtuelle Tastatur wurde zugunsten der Spracheingabe in Android Wear 1.5 verzichtet. Ab Android Wear 2.0 werden auch standardmäßig neben der Spracheingabe eine Tastatur und Handschrifterkennung als Eingabemethoden angeboten.

## Versionsgeschichte

### Android Wear
| Version | Android Basisversion | Veröffentlichung | Neue Features | Anmerkungen                                                                                     |
| ------- | -------------------- | ---------------- | --- | ----------------------------------------------------------------------------------------------- |
| 4.4W1   | 4.4                  | Juni 2014        | - Erstveröffentlichung | Angekündigt auf Google I/O 2014                                                                 |
| 4.4W2   | 4.4                  | Oktober 2014     | - Offline Musikwiedergabe über Bluetooth - Hardware GPS Unterstützung - Neue Musiksteuerungs-UI |                                                                                                 |
| 1.0     | 5.0.1                | Dezember 2014    | - Offizielle Watch Face API - Sunlight mode (Helligkeits Boost) - Theater Mode - Schnelleinstellungsmenü über abwärts Wischen im Ziffernblatt - Batterieladeanzeige über die Android Wear App - Zuletzt benutzte Apps werden an oberster Stelle des App Drawers angezeigt. - Möglichkeit als gesehen markierte Benachrichtigungen als ungelesen zu markieren. | Ab dieser Version wurde eine von Android unabhängige Versionsnummer für Android Wear eingeführt |
| 1.1     | 5.1.1                | Mai 2015         | - Hardware WLAN Support - Zeichenbare Emojis (als Antwort auf Nachrichten) - Heads Up Notifications (Benachrichtigungen) - Muster-Sperrbildschirm - Veränderbare Schriftgröße - Zugang zum App Drawer durch Linkswischen im Ziffernblatt - Always on Apps - Mehr Handgelenkgesten |                                                                                                 |
| 1.3     | 5.1.1                | August 2015      | - Interaktive Ziffernblätter - Google Translate für Wear |                                                                                                 |
| 1.4     | 6.0.1                | Februar 2016     | - Mehr Handgelenksgesten - Hardware Lautsprechersupport - Möglichkeit Sprachnachrichten direkt von der Uhr zu senden |                                                                                                 |
| 1.5     | 6.0.1                | Juni 2016        | - Uhr-neustarten-Funktion wieder hinzugefügt - Android Security Patch Level wird im Inforeiter angezeigt |                                                                                                 |
| 2.0     | 7.1.1                | Februar 2017     | - Überarbeitete UI mit Material Design, dunkleren Farben, und einem für runde Displays optimierten Interface. - Vom Smartphone unabhängige Apps mit eigen Play Store auf der Uhr - Komplikationen für Ziffernblätter - Eingebaute Tastatur - Handschrifterkennung - Überlagernde und intelligente Benachrichtigungen - Hardware Mobilfunk Unterstützung | Angekündigt auf Google I/O 2016                                                                 |
| 2.6     | 7.1.1                | November 2017    | - Textgröße von Benachrichtigungen passt sich der Nachrichtenlänge an - Neuer Fortschrittsbalken für Downloads - Neue Komplikation um kürzlich benutze Apps zu starten |                                                                                                 |
| 2.6     | 7.1.1/8.0.0          | Dezember 2017    | - Touch Lock - Konfigurierbare Vibrationsmuster für Benachrichtigungen - Unterstützung für mehr Sprachen |                                                                                                 |
| 2.7     | 7.1.1/8.0.0          | Dezember 2017    | - Verbesserte Schriftarten und Schriftgrößen - Komplikationen funktionieren jetzt mit Talkback - Die Textgröße der Benachrichtigungen passt sich an die Nachrichtenlänge an und fügt bei den meisten Benachrichtigungen eine zusätzliche Textzeile hinzu - Schnelleinstellungen durch Streichen nach unten, um Verbindung (WLAN, Bluetooth oder Mobiltelefon) einfach zu sehen. - Download-Fortschritt mit Benachrichtigungen über neue Statusanzeigen - Zuletzt verwendete App über Watchface starten - Besseres Verhindern versehentlicher Gesten mit seitlichem Streichen und langem Druck |                                                                                                 |
| 2.8     | 7.1.1/8.0.0          | Januar 2018      | - Verbesserte Benachrichtigungsfähigkeit mit neuem Layout - Dunklerer Hintergrund für bessere Lesbarkeit und weniger Batterieverbrauch |                                                                                                 |
| 2.9     | 7.1.1/8.0.0          | Februar 2018     | - Neue Benachrichtigungsvorschau - Verbesserte Benachrichtigungskarten mit längeren Titeln |                                                                                                 |

### Wear OS
| Version     | Android Basisversion | Veröffentlichung | Neue Features | Anmerkungen                            |
| ----------- | -------------------- | ---------------- | --- | -------------------------------------- |
| Wear OS 1.0 | 7.1.1/8.0.0          | März 2018        | - Umbenennung zu Wear OS | Versionsnummer zu „Wear OS 1.0“ (2.10) |
| Wear OS 1.1 | 7.1.1/8.0.0          | April 2018       | | 2.11                                   |
| Wear OS 1.2 | 7.1.1/8.0.0          | Mai 2018         | | 2.12                                   |
| Wear OS 1.3 | 7.1.1/8.0.0          | Juni 2018        | | 2.13                                   |
| Wear OS 1.4 | 7.1.1/8.0.0          | Juli 2018        | | 2.14                                   |
| Wear OS 1.5 | 7.1.1/8.0.0          | August 2018      | | 2.15                                   |
| Wear OS 1.6 | 7.1.1/8.0.0          | September 2018   | | 2.16                                   |
| Wear OS 1.7 | 7.1.1/8.0.0          | Oktober 2018     | | 2.17                                   |
| Wear OS 2.0 | 7.1.1/8.0.0          | August 2018      | | 2.17                                   |
| Wear OS 2.1 | 7.1.1/8.0.0          | September 2018   | | 2.17                                   |
| Wear OS 2.2 | 7.1.1/8.0.0/9.0      | November 2018    | - Umstellung der Basis auf Android 9.0 Pie - Batteriesparmodus: Bei einem Akkustand von kleiner 10 % wird lediglich die Uhrzeit angezeigt - Verbesserte Trägererkennung: Wird die Uhr mehr als 30 Minuten nicht getragen, wird ein Energiesparmodus aktiviert - Apps an der letzten Stelle fortsetzen: Apps können an der Stelle fortgesetzt werden, wo diese zuletzt verwendet wurden - Ausschalten in 2 Schritten: Wird der Power-Button gedrückt gehalten, erscheint ein neues Menü, mit dem sich die Smartwatch ausschalten oder neu starten lässt | Version „H“                            |
| Wear OS 2.3 | 7.1.1/8.0.0/9.0      | Januar 2019      | - Wear-OS-Update über den Google Play Store - Wear OS läuft flüssiger | Home app update: 2.21                  |
| Wear OS 2.6 | 7.1.1/8.0.0/9.0      | Februar 2019     | - Bugfixes | Home app update: 2.22                  |
| Wear OS 2.6 | 7.1.1/8.0/9.0        | Mai 2019         | - Hinzufügung der Tiles-Funktion: Nach links swipen um Ziele, Nachrichten, Timer oder das Wetter angezeigt zu bekommen. | Home app update: 2.24                  |
| Wear OS 2.7 | 7.1.1/8.0/9.0        | Juni 2019        | - Bugfixes | Home app update: 2.25                  |
| Wear OS 2.8 | 7.1.1/8.0/9.0        | Juli 2019        | - Benachrichtigungen | Home app update: 2.26                  |
| Wear OS 2.9 | 7.1.1/8.0/9.0        | September 2019   | | Home app update: 2.28                  |
| Wear OS 3.0 | 11                   | August 2021      | - Neues UI-Design - Stress-Management - Verbesserung der EKG-App - Messung der Hauttemperatur - SpO2-Werte - Schlafüberwachung - Optimierung der Akkulaufzeit |                                        |
| Wear OS 3.2 | 11                   | Februar 2022     | - Überarbeitung und Verbesserung der Benachrichtigungssymbole und der Gestaltung von Apps |                                        |
| Wear OS 3.5 | 11                   | Oktober 2022     | - Integration der Fitbit Systemumgebung - Erweiterung der Funktionen von Google Assistant - Unterstützung von iPhones vollständig entfernt |                                        |
| Wear OS 4.0 | 13                   | Juli 2023        | - Einführung von „Material You“ - Verwendung eines neuen XML Formates für die Ziffernblattgestaltung - Verbesserung der Akkulaufzeit - Erweitertes Berechtigungssystem |                                        |
| Wear OS 5.0 | 14                   | Juli 2024        | - Weiterentwicklung des XML Formates (Watch Face Format) für die Ziffernblattgestaltung - Optimierung der Akkulaufzeit |                                        |
| Wear OS 5.1 | 15                   | 19. März 2025    | - Passwortmanager auf der Smartwatch - Audiowiedergabe über den Lautsprecher der Smartwatch |                                        |

## Liste von einigen offiziellen Geräten

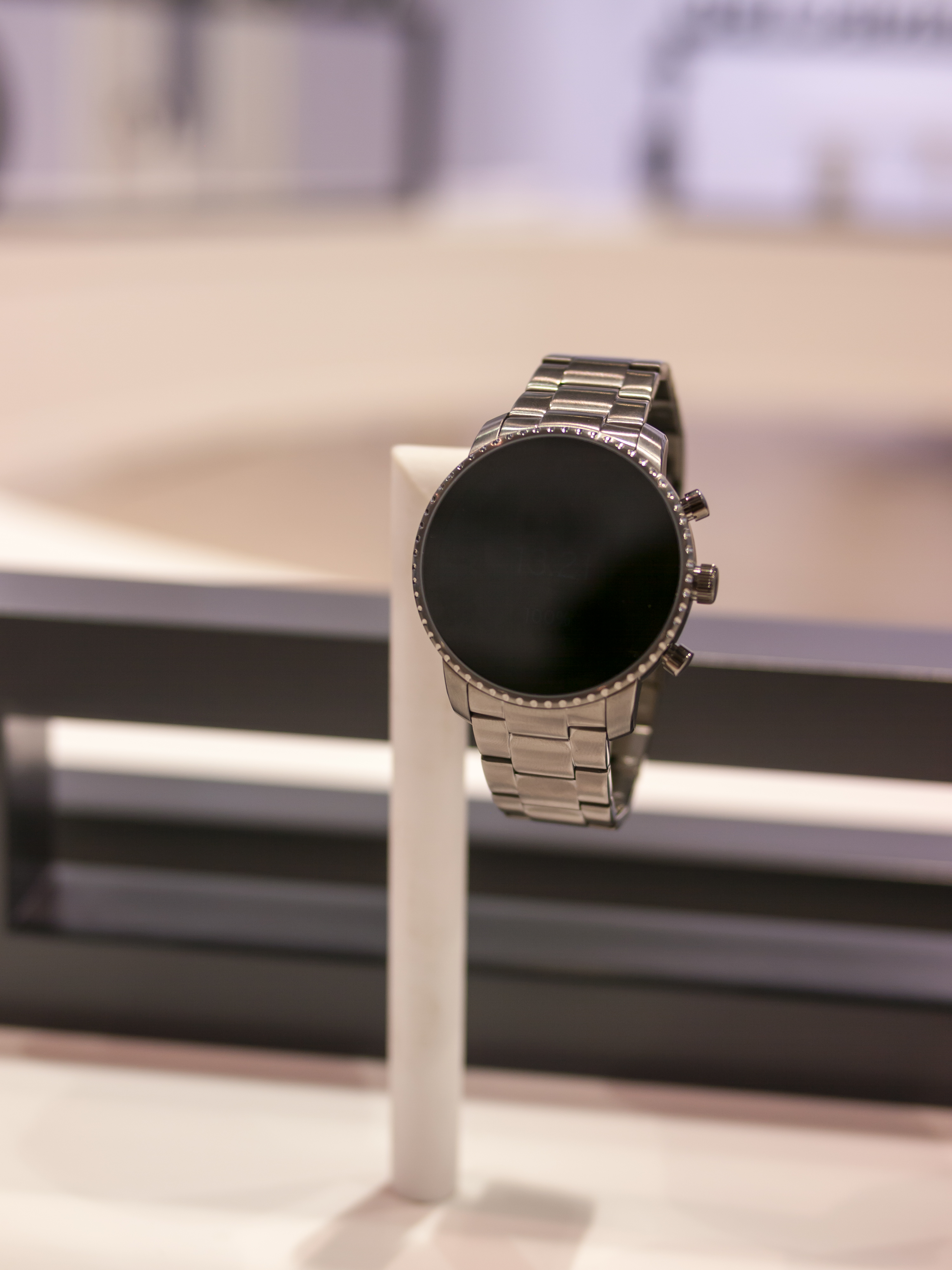
Fossil Q (4. Generation)

| Modell                                          | Varianten                                                                   | Release | Display                                              | Prozessor              | Speicher/RAM | Konnektivität                                       | Akku                              |
| ----------------------------------------------- | --------------------------------------------------------------------------- | ------- | ---------------------------------------------------- | ---------------------- | ------------ | --------------------------------------------------- | --------------------------------- |
| Armani Exchange Connected                       |                                                                             | 2018    | 1,19″, 390x390 AMOLED                                | Snapdragon Wear 2100   | 512 MB       | Bluetooth, WLAN, GPS, NFC                           | 300 mAh                           |
| Asus Zenwatch 1                                 | WI500Q                                                                      | 2014    | 41 mm 320x320 AMOLED                                 | Snapdragon 400         | 4 GB/512 MB  | Bluetooth                                           | 260 mAh                           |
| Asus Zenwatch 2                                 | WI501Q WI502Q                                                               | 2015    | 1,63″ 320x320 (WI501Q) 1,45″ 280x280 (WI502Q) AMOLED | Snapdragon 400         | 4 GB/512 MB  | Bluetooth, WLAN                                     | 380 mAh (WI501Q) 290 mAh (WI502Q) |
| Asus Zenwatch 3                                 | WI503Q                                                                      | 2016    | 1,39″ 400x400 AMOLED                                 | Snapdragon Wear 2100   | 4 GB/512 MB  | Bluetooth, WLAN                                     | 340 mAh                           |
| Casio Smart Outdoor Watch WSD F10               |                                                                             | 2016    | 1,32″ 320x300 LCD                                    | ?                      | 4 GB/512 MB  | Bluetooth, WLAN                                     | ?                                 |
| Casio Smart Outdoor Watch WSD F20               |                                                                             | 2017    | 1,32″ 320x300 LCD                                    | Wahrscheinlich MTK2601 | 4 GB/512 MB  | Bluetooth, WLAN, GPS                                | ?                                 |
| Casio Smart Outdoor Watch WSD F30               |                                                                             | 2019    | 1,2″ 390x390                                         | ?                      | ?            | Bluetooth, WLAN                                     | ?                                 |
| Diesel On Full Guard                            | DZT2001 DZT2002 DZT2004 DZT2005                                             | 2017    | 1,4″ 454x454 AMOLED                                  | Snapdragon Wear 2100   | 4 GB/512 MB  | Bluetooth                                           | 370mAh                            |
| Diesel Full Guard 2.5                           | DT2011 DT2010 DT2009 DT2008                                                 | 2018    | 1,4″ 454x454 AMOLED                                  | Snapdragon 2100        |              | Bluetooth, WLAN, GPS, NFC                           | 300 mAh                           |
| Elephone ELE                                    |                                                                             | 2016    | 1,5″ 320x320TFT                                      | MTK2601                | 4 GB/512 MB  | Bluetooth, WLAN                                     | 400mAh                            |
| Emporio Armani Connected                        | Art5000 Art5001 Art5002 Art5004                                             | 2017    | 1,39″ 454x454 AMOLED                                 | Snapdragon Wear 2100   | 4 GB/512 MB  | Bluetooth, WLAN                                     | ?                                 |
| Emporio Armani Connected Touchscreen Smartwatch |                                                                             | 2018    | 1,19″ AMOLED                                         | Snapdragon Wear 2100   | 512 MB       | Bluetooth, WLAN, GPS, NFC                           | ?                                 |
| Fossil Q Gen 1                                  | Founder                                                                     | 2015    | 1,5″ 360x325 LCD                                     | Intel Atom Z34XX       | 4 GB/512 MB  | Bluetooth, WLAN                                     | 400 mAh                           |
| Fossil Q Gen 2                                  | Cory Richards Founder Marshal Wander                                        | 2016    | 1,5″ 360x290 LCD                                     | Snapdragon Wear 2100   | 4 GB/512 MB  | Bluetooth, WLAN                                     | 360 mAh                           |
| Fossil Q Gen 3                                  | Control Explorist Sport Venture                                             | 2017    | 1,4″ 454x454 AMOLED                                  | Snapdragon Wear 2100   | 4 GB/512 MB  | Bluetooth, WLAN                                     | ?                                 |
| Fossil Q Gen 4                                  | Explorist Venture                                                           | 2018    | ?                                                    | Snapdragon Wear 2100   | 4 GB/?       | Bluetooth, WLAN, GPS, NFC                           | 300mAh                            |
| Fossil Q Gen 5                                  | Carlyle HR Julianna HR                                                      | 2019    | 1.28″ OLED 416x416 AMOLED                            | Snapdragon Wear 3100   | 8 GB/1 GB    | Bluetooth, WLAN, GPS, NFC, Barometer                | 350mAh                            |
| Fossil Sport                                    |                                                                             | 2018    | ?                                                    | Snapdragon Wear 3100   | 4 GB/?       | Bluetooth, WLAN, GPS, NFC                           | 350mAh                            |
| Gc Connect                                      | Male 44mm Female 41mm                                                       | 2017    | 1,2″ 390x390 AMOLED                                  | Snapdragon Wear 2100   | ?            | ?                                                   | ?                                 |
| Guess Connect                                   | Male 44mm Female 41mm                                                       | 2017    | ?                                                    | Snapdragon Wear 2100   | ?            | ?                                                   | ?                                 |
| Huawei Watch                                    | Active Classic Elite                                                        | 2015    | 1.4″ 400x400 AMOLED                                  | Snapdragon 400         | 4 GB/512 MB  | Bluetooth, WLAN                                     | 300 mAh                           |
| Huawei Watch 2                                  | 4G Classic Sport                                                            | 2017    | 1,2″ 390x390 AMOLED                                  | Snapdragon Wear 2100   | 4 GB/768 MB  | Bluetooth, WLAN, GPS, NFC, LTE (nur 4G)             | 420 mAh                           |
| Hugo Boss Touch                                 |                                                                             | 2017    | ?                                                    | Snapdragon Wear 2100   | 4 GB/512 MB  | Bluetooth, WLAN, NFC,                               | ?                                 |
| Kate Spade Connected                            |                                                                             | 2018    | 1,19″ 390x390 AMOLED                                 | Snapdragon Wear 2100   | 4 GB/512 MB  | Bluetooth, WLAN                                     | ?                                 |
| Kate Spade Scallop Smartwatch 2                 |                                                                             | 2019    |                                                      | Snapdragon Wear 2100   | 4 GB/512 MB  | Bluetooth, WLAN, GLS, NFC                           | 320 mAh                           |
| LG G Watch                                      | W100                                                                        | 2014    | 1,65″ 280x280 LCD                                    | Snapdragon 400         | 4 GB/512 MB  | Bluetooth                                           | 400mAh                            |
| LG G Watch R                                    | W110                                                                        | 2015    | 1,3″ 320x320 POLED                                   | Snapdragon 400         | 4 GB/512 MB  | Bluetooth, WLAN                                     | 410 mAh                           |
| LG G Watch Urbane                               | W150                                                                        | 2015    | 1,3″ 320x320 POLED                                   | Snapdragon 400         | 4 GB/512 MB  | Bluetooth, WLAN                                     | 410 mAh                           |
| LG Watch Sport                                  | W280 W280A                                                                  | 2017    | 1,38″ 480x480 POLED                                  | Snapdragon Wear 2100   | 4 GB/768 MB  | Bluetooth, WLAN, GPS, NFC, LTE                      | 430 mAh                           |
| LG Watch Style                                  | W270                                                                        | 2017    | 1,2″ 360x360 POLED                                   | Snapdragon Wear 2100   | 4 GB/512 MB  | Bluetooth, WLAN                                     | 240 mAh                           |
| LG Watch W7                                     | W315                                                                        | 2018    | 1,2″ 360x360 AMOLED                                  | Snapdragon Wear 2100   | 4 GB/768 MB  | Bluetooth, WLAN                                     | 240 mAh                           |
| Louis Vuitton Tambour Horizon                   |                                                                             | 2017    | 1,2″ 390x390 AMOLED                                  | Snapdragon Wear 2100   | 4 GB/512 MB  | Bluetooth, WLAN                                     | 300 mAh                           |
| Michael Kors Access Gen 1                       | Bradshaw                                                                    | 2016    | 1,4″ 320x290                                         | Snapdragon Wear 2100   | 4 GB/512 MB  | Bluetooth, WLAN                                     | 360 mAh                           |
| Michael Kors Access Gen 1                       | Dylan                                                                       | 2016    | 1,4″ 320x290                                         | Snapdragon Wear 2100   | 4 GB/512 MB  | Bluetooth, WLAN                                     | 360 mAh                           |
| Michael Kors Access Gen 2                       | Grayson                                                                     | 2017    | 1,39″ 454x454                                        | Snapdragon Wear 2100   | 4 GB/512 MB  | Bluetooth                                           | 370 mAh                           |
| Michael Kors Access Gen 2                       | Sofie                                                                       | 2017    | 1,19″ 390x390                                        | Snapdragon Wear 2100   | 4 GB/512 MB  | Bluetooth                                           | 300 mAh                           |
| Michael Kors Access Gen 3                       | Runway                                                                      | 2018    | 1,19″ 390x390                                        | Snapdragon Wear 2100   | 4 GB/512 MB  | Bluetooth, WLAN, GPS, NFC                           | 300 mAh                           |
| Michael Kors Access Gen 3                       | Sofie                                                                       | 2018    | 1,19″ 390x390                                        | Snapdragon Wear 2100   | 4 GB/512 MB  | Bluetooth                                           | 300 mAh                           |
| Misfit Vapor                                    |                                                                             | 2017    | 1,3″ 435x435 AMOLED                                  | Snapdragon Wear 2100   | 4 GB/512 MB  | Bluetooth, WLAN, GPS                                | 400mAh                            |
| Misfit Vapor 2                                  |                                                                             | 2018    | 1,4″ 435x435 AMOLED                                  | Snapdragon Wear 2100   | 4 GB/512 MB  | Bluetooth, WLAN, GPS, NFC                           |                                   |
| Mobvoi Ticwatch E                               |                                                                             | 2017    | 1,4″ 400x400 AMOLED                                  | MT2601                 | 4 GB/512 MB  | Bluetooth, WLAN, GPS                                | 300 mAh                           |
| Mobvoi Ticwatch E2                              |                                                                             | 2019    | 1,39″ 400x400 AMOLED                                 | Snapdragon Wear 2100   | 4 GB/512 MB  | Bluetooth, WLAN, GPS                                | 415 mAh                           |
| Mobvoi Ticwatch E3                              |                                                                             | 2021    | 1,3″ 300x300 LCD                                     | Snapdragon Wear 4100   | 8 GB/1 GB    | Bluetooth, WLAN, GPS, NFC                           | 380 mAh                           |
| Mobvoi Ticwatch S                               |                                                                             | 2017    | 1,4″ 400x400 AMOLED                                  | MT2601                 | 4 GB/512 MB  | Bluetooth, WLAN, GPS                                | 300 mAh                           |
| Mobvoi Ticwatch S2                              |                                                                             | 2019    | 1,39″ 400x400 AMOLED                                 | Snapdragon Wear 2100   | 4 GB/512 MB  | Bluetooth, WLAN, GPS                                | 415 mAh                           |
| Mobvoi Ticwatch Pro                             |                                                                             | 2018    | 1,39″ 400x400 AMOLED                                 | Snapdragon Wear 2100   | 4 GB/512 MB  | Bluetooth, WLAN, GPS, NFC                           | 415 mAh                           |
| Mobvoi Ticwatch Pro 3                           | GPS Cellular/LTE                                                            | 2020    | 1,4″ 454x454 AMOLED + FSTN                           | Snapdragon Wear 4100   | 8 GB/1 GB    | Bluetooth, WLAN, GPS, NFC                           | 595 mAh                           |
| Mobvoi Ticwatch C2                              |                                                                             | 2018    | 1,3″ 360x360 AMOLED                                  | Snapdragon Wear 2100   | 4 GB/512 MB  | Bluetooth, WLAN, GPS, NFC                           | 400 mAh                           |
| Mobvoi Ticwatch C2+                             |                                                                             | 2020    | 1,3″ 360x360 AMOLED                                  | Snapdragon Wear 2100   | 4 GB/1 GB    | Bluetooth, WLAN, GPS, NFC                           | 400 mAh                           |
| Montblanc Summit                                |                                                                             | 2017    | 1.39″ 400x400 AMOLED                                 | Snapdragon Wear 2100   | 4GB/512MB    | Bluetooth, WLAN                                     | 300mAh                            |
| Montblanc Summit 2                              |                                                                             | 2018    | 1.2″ 390x390 AMOLED                                  | Snapdragon Wear 3100   | 8GB/1GB      | Bluetooth, WLAN, GPS, NFC                           | 340mAh                            |
| Motorola Moto 360 Gen 1                         |                                                                             | 2014    | 1.56″ 320x290 LCD                                    | TI OMAP 3              | 4GB/512MB    | Bluetooth                                           | 320mAh                            |
| Motorola Moto 360 Gen 2                         |                                                                             | 2015    | 1.56″ 360x330 LCD                                    | Snapdragon 400         | 4GB/512MB    | Bluetooth, WLAN                                     | 400mAh                            |
| Motorola Moto 360 Sport                         |                                                                             | 2015    | 1.37″ 360x325 LCD                                    | Snapdragon 400         | 4GB/512MB    | Bluetooth, WLAN                                     | 300mAh                            |
| Movado Connect                                  |                                                                             | 2017    | 1.39″ 400x400 AMOLED                                 | Snapdragon Wear 2100   | 4GB/512MB    | Bluetooth, WLAN, NFC                                | ?                                 |
| Nixon Mission                                   | Mission Mission SS(2017)                                                    | 2016    | 1.39″ 400x400 AMOLED                                 | Snapdragon Wear 2100   | 4GB/512MB    | GPS                                                 | 400mAh                            |
| New Balance Run IQ                              |                                                                             | 2017    | 1.39″ 400x400 AMOLED                                 | Intel Atom Z34XX       | 4GB/512MB    | Bluetooth, WLAN, GPS                                | 410mAh                            |
| Polar M600                                      |                                                                             | 2016    | 1.30″ 240x240 TFT LCD                                | MTK2601                | 4GB/512MB    | Bluetooth, WLAN, GPS                                | 500mAh                            |
| Samsung Gear Live                               |                                                                             | 2014    | 1.63″ 320x320 AMOLED                                 | Snapdragon 400         | 4GB/512MB    | Bluetooth                                           | 300mAh                            |
| Samsung Galaxy Watch 4                          | 4 Classic Bluetooth 4 Classic Bluetooth + LTE 4 Bluetooth 4 Bluetooth + LTE | 2021    | 1.4″ 450x450 Super-AMOLED                            | Exynos W920            | 16GB/1,5GB   | Bluetooth, WLAN, GPS, LTE (nur bei der LTE-Version) | 361mAh                            |
| Samsung Galaxy Watch 5                          | 5 Bluetooth 5 Bluetooth + LTE                                               | 2022    | 1.36″ 450x450 Super-AMOLED                           | Exynos W920            | 16GB/1,5GB   | Bluetooth, WLAN, GPS, LTE (nur bei der LTE-Version) | 410mAh                            |
| Samsung Galaxy Watch 6                          | 6 Classic Bluetooth 6 Classic Bluetooth + LTE 6 Bluetooth 6 Bluetooth + LTE | 2023    | 1.5″ 480x480 Super-AMOLED                            | Exynos W930            | 16GB/2GB     | Bluetooth, WLAN, GPS, LTE (nur bei der LTE-Version) | 425mAh                            |
| Skagen Falster                                  |                                                                             | 2018    | 1.19″ 390x390 AMOLED                                 | Snapdragon Wear 2100   | 4GB/512MB    | Bluetooth, WLAN                                     | 300mAh                            |
| Skagen Falster 2                                |                                                                             | 2018    | 1.2″ 320x320 AMOLED                                  | Snapdragon Wear 2100   | 4GB/512MB    | Bluetooth, WLAN, GPS, NFC                           | 300mAh                            |
| Skagen Falster 3                                |                                                                             | 2020    | 1.28″ 416x416 AMOLED                                 | Snapdragon Wear 3100   | 8GB/1GB      | Bluetooth, WLAN, GPS, NFC                           | 310mAh                            |
| Sony Smartwatch 3                               |                                                                             | 2014    | 1.6″ 320x320 TF LCD                                  | BCM23550               | 4GB/512MB    | Bluetooth, WLAN, GPS, NFC                           | 420mAh                            |
| TAG Heuer Connected                             |                                                                             | 2016    | 1.5″ 360x360 TF LCD                                  | Intel Atom Z34XX       | 4GB/1GB      | Bluetooth, WLAN, NFC, GPS                           | 410mAh                            |
| TAG Heuer Connected Modular 41                  |                                                                             | 2018    | 1.4″ 390x390 AMOLED                                  | Intel Atom Z34XX       | 8GB/1GB      | Bluetooth, WLAN, NFC, GPS                           | 345mAh                            |
| Tag Heuer Connected Modular 45                  |                                                                             | 2017    | 1.39″ 400x400 AMOLED                                 | Intel Atom Z34XX       | 4GB/512MB    | Bluetooth, WLAN, NFC, GPS                           | 410mAh                            |
| Tommy Hilfiger TH24/7You                        |                                                                             | 2017    | 1.5" 400x400 AMOLED                                  | ?                      | ?            | ?                                                   | ?                                 |
| Verizon Wear24                                  |                                                                             | 2017    | 1.39″ 400x400 AMOLED                                 | Snapdragon Wear 2100   | 4GB/768MB    | Bluetooth, WLAN, LTE, NFC                           | 450mAh                            |
| ZTE Quartz                                      |                                                                             | 2017    | 1.4″ 400x400 AMOLED                                  | Snapdragon Wear 2100   | 4GB/768MB    | Bluetooth, WLAN, GPS, 3G                            | 500mAh                            |